# 690923 Predatu
690923 Predatu este o planetă minoră (asteroid) din Outer Main Belt⁠(d). A fost descoperită pe 10 iulie 2014 la  de . 
Obiectul prezintă o orbită caracterizată de o semiaxă mare de 3,218886342604 UAi, o excentricitate de 0,086315722936823, o înclinație de 11,034739946966 ° în raport cu ecliptica.